# Klæbebinding
Klæbebinding af bøger er et alternativ til traditionel garnhæftning og anvendes især til paperbacks, tidsskrifter, kataloger, telefonbøger, magasiner, rapporter, notesblokke, formularer m.m. da prisen bliver lavere fordi processen er mindre omstændelig.
Metoden udvikledes i 1930'erne af blandt andet tyskeren Emil Lumbeck (1886-1979) og kaldes derfor også lumbecklimning eller lumbeckteknik. Andre synonymer er perfektbind (en. perfect binding), trådløs hæftning.
Da det er de enkelte løse sider − og ikke foldede trykark − der limes sammen, er det afgørende for et godt resultat at hver enkelt side får den nødvendige mængde lim. En måde at forbedre muligheden for det er at opfræse bogryggen for at sikre en bedre vedhæftning.
Man anvender både varm og kold limning, 'hotmelt' og dispersionslim.
Klæbelimede bøger egner sig til hurtig maskinel fremstilling af store oplag.